# Assebroek

Lage von Assebroek in Brügge

Assebroek ist ein Stadtteil von Brügge, südöstlich des Stadtzentrums. 
Der Ort erstreckte sich auf 8,52 km² und hatte am Anfang des Jahres 2005 19.473 Einwohner.

## Geschichte
Durch Funde in der Nähe von Sint-Lucas Krankenhaus (zu sehen im Gruuthuse Museum in Brügge) ist davon auszugehen, dass diese Region schon in der Steinzeit bewohnt war. Luftbilder der Meersen offenbaren einen rund 300 m breiten Ring von Gräben und Wallanlagen aus dem 5. Jahrhundert, wo die Herren von Assebroek später ihre Burg bauten.
Assebroek war bis zur Eingemeindung durch Brügge im Jahr 1970 eigenständig.

## Bilder

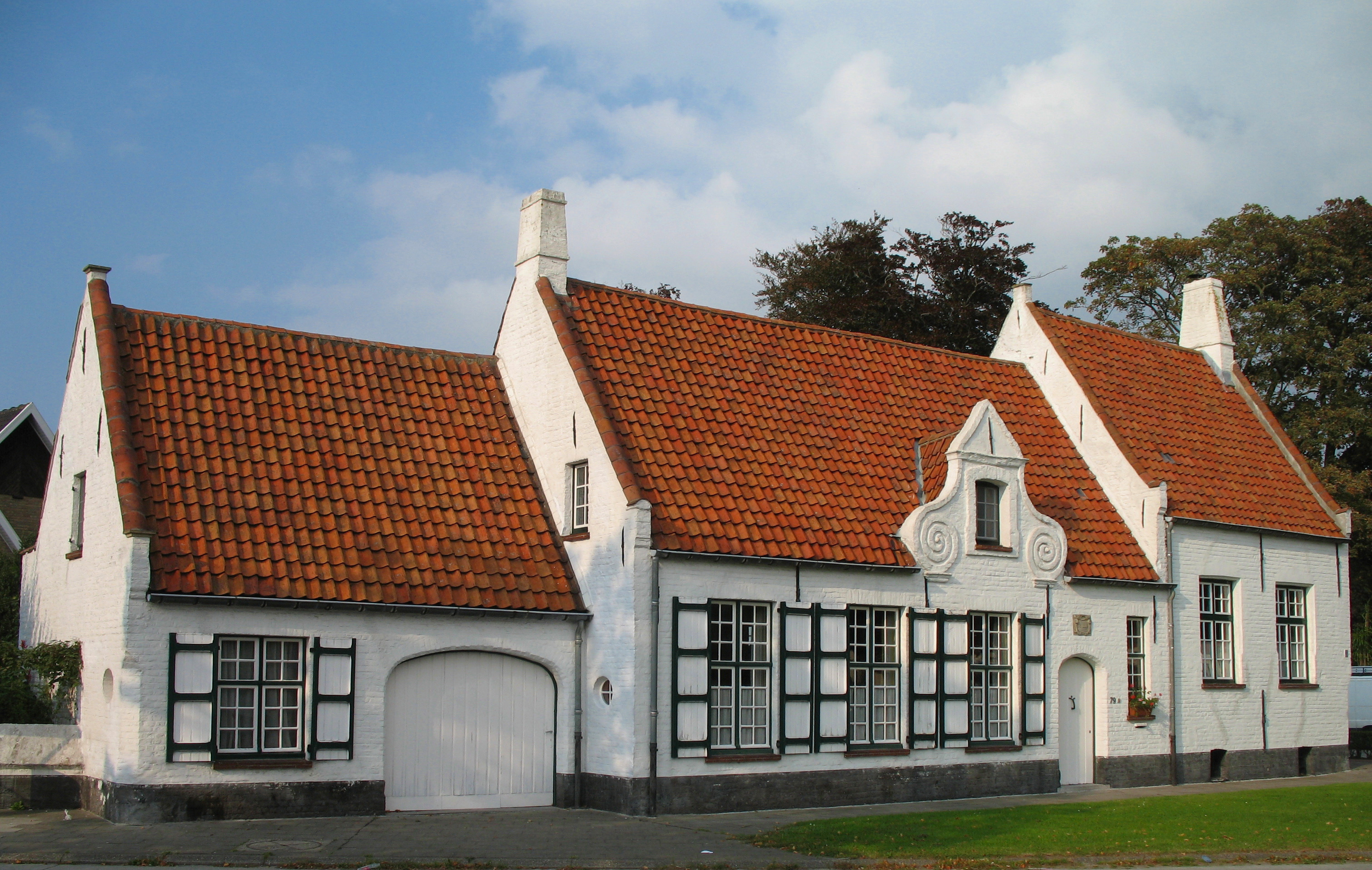
Ehemaliges Gasthaus De Lelie (ca. 1661)